# Tang Aidi
Kaiser Ai von Tang (chinesisch 唐哀帝, Pinyin Táng Āi Dì), Geburtsname Lǐ Zhù (chinesisch 李祝, * 892; † 908), war der letzte Kaiser der chinesischen Tang-Dynastie.
Er bestieg den Thron im Alter von 13 Jahren, nachdem der Regent Zhu Wen seinen Vater Zhaozong ermordet hatte. Nach drei Jahren Schattenherrschaft setzte der Regent den Kaiser in einem Staatsstreich ab und proklamierte die (Spätere) Liang-Dynastie, mit der die Zeit der Fünf Dynastien und Zehn Reiche begann. Li Zhu, der letzte Tang-Kaiser, wurde zum Prinzen von Jiyin degradiert. Ein Jahr später ließ Zhu Wen ihn vergiften, weil er seinen Machtanspruch fürchtete.
| Vorgänger | Amt                              | Nachfolger |
| --------- | -------------------------------- | ---------- |
| Zhaozong  | Kaiser der Tang-Dynastie 904–907 | keiner     |
| Zhaozong  | Kaiser von China 904–907         | Zhu Wen    |

| Personendaten    | Personendaten                                 |
| ---------------- | --------------------------------------------- |
| NAME             | Tang Aidi                                     |
| ALTERNATIVNAMEN  | Li, Zhu                                       |
| KURZBESCHREIBUNG | letzter Kaiser der chinesischen Tang-Dynastie |
| GEBURTSDATUM     | 892                                           |
| STERBEDATUM      | 908                                           |